# So Does an Automobile
So Does An Automobile es un corto de animación estadounidense de 1939, de la serie de Betty Boop. Fue producido por los estudios Fleischer y distribuido por Paramount Pictures.

## Argumento
Betty Boop regenta un hospital para automóviles. Vestida con un impoluto overol blanco visita los numerosos pacientes que allí son tratados, todos ellos vehículos de distintas condiciones y aquejados por diferentes males.
La sucesión de gags automovilísticos y bromas lingüísticas es continua, y la música, que en el "autohospital" es usada también como terapia, está presente en todo el corto.

## Producción
So Does An Automobile es la octogésima quinta entrega de la serie de Betty Boop y fue estrenada el 31 de marzo de 1939.